# Alexander Langsdorff
Alexander Langsdorff (Alsfeld, 14 dicembre 1898 – Eutin, 15 marzo 1946) è stato un archeologo tedesco e un colonnello delle SS.

## Biografia
Studiò all'università di Marburgo preistoria, archeologia e germanistica. Nel 1929 si laureò con la tesi Die Grabfunde mit Bronzeschnabelkannen sotto la guida di Paul Jacobsthal (1880-1957). Langsdorff partecipò dal 1929 al 1933 a numerose spedizioni archeologiche in Egitto e in Iran. Nel 1932 diresse assieme a Donald McCown gli scavi di Tall-i Bakun nei pressi dell'antica Persepoli.
Langsdorff prese parte dal 27 marzo 1916 al primo conflitto mondiale con il grado di sottotenente nel 35º reggimento fucilieri del Brandeburgo. Pochi mesi dopo venne catturato dai francesi e internato fino al 12 giugno 1919. Dopo la guerra, prese parte al Putsch di Monaco nel novembre 1923. Il 1º giugno 1933 entrò nel Partito Nazionalsocialista dei Lavoratori tedesco e il 28 ottobre dello stesso anno nelle SS con il numero di matricola 185091. Nelle SS compì una rapida carriera che lo portò, dal 1934 al 1944, dal grado di caposquadra a quello di colonnello. Dal dicembre 1938 al febbraio 1944 egli venne aggregato allo Stato maggiore personale del Reichsführer-SS Heinrich Himmler, con compiti presso l'Ahnenerbe (Società di ricerca dell'eredità ancestrale). In questo periodo gli venne assegnato anche un posto ai musei statali di Berlino. Dal febbraio 1944 al 30 aprile 1945 fu il direttore del „Kunstschutz“ per l'Italia. Egli fu responsabile nell'estate 1944 del trafugamento e trasferimento di alcuni dei maggiori capolavori dell'arte rinascimentale italiana da Firenze in Alto Adige. Morì il 15 marzo 1946 nell'ospedale di Eutin in seguito ad una embolia polmonare.
Fu cugino di Hans Langsdorff, comandante della corazzata tascabile Admiral Graf Spee, autoaffondata il 17 dicembre 1939 a Montevideo.

## Matrimoni
Nel 1931 Langsdorff si sposò per la prima volta e divorziò il 2 ottobre 1940. Il 7 gennaio 1941 si risposò con Marie-Luise Schneidewind, nata Stockmann (1917-1984). Da questo matrimonio ebbe un figlio, Peter Desiré, e una figlia, Mareile Langsdorff Claus, nata l'11 ottobre 1943 a Berlino.

## Pubblicazioni
- con lo pseudonimo Sandro: Fluchtnächte in Frankreich. Stuttgart und Berlin 1920 (rist. con il nuovo titolo: Flucht aus Frankreich: Kriegserlebnisse eines jungen Soldaten. Munich 1934 [trad. franc. Nuit d'évasion, souvenir d'un allemand prisonnier en France (1916-1919), Villers-sur-Mer 2014]).
- con Paul Jacobsthal: Die Bronzeschnabelkannen. Ein Beitrag zur Geschichte des vorrömischen Imports nördlich der Alpen. Berlin 1929.
- Auf den Spuren unserer Ahnen: Die Erdenburg bei Köln, eine germanische Wallberg, in "Das Schwarze Korps", 1/19, 8, 10 luglio 1935 e 1/21, 11, 24 luglio 1935.
- con Hans Schleif, Die Ausgrabungen der Schutzstaffeln, in "Germanien", 8, 1936, pp. 391–99 e 10, 1938, pp. 6–11.
- con Donald McCown:  Tall-i Bakun A, A Season of 1932. Oriental Institute Publication 59. Chicago, 1942.
- Verzeichnis und Karte der durch den bevollmächtigten General der deutschen Wehrmacht in Italien geschützten Baudenkmäler. s.l., s.n., 1945.